# マーガレット・サッチャーの死と葬儀
本項ではマーガレット・サッチャーの死と葬儀の経緯について述べる。2013年4月8日、1979年から1990年までイギリスの首相を務めた、サッチャー女男爵マーガレット・サッチャーが、ロンドンのリッツ・ホテルにおいて、脳卒中のため87歳で没した。4月17日、彼女は儀礼葬の栄誉で称えられた。イギリスにおける彼女の死に対する反応は、彼女の功績や残した物についての見解が分裂していた事から様々であり、彼女の生涯と死の双方に対する賞賛と批判がないまぜに含まれた物だった。
ロンドンの都心における葬列進行や、セント・ポール大聖堂で女王参列のもと挙行された追悼礼拝を含めた葬儀費用は、約360万ポンドで、その内警備予算は310万ポンドを占めた。葬儀の後、サッチャーの遺体は、モートレイク火葬場で火葬された。
2013年9月28日、彼女の遺灰は、遺族が参列してロイヤル・ホスピタル・チェルシーで行われた儀式において、彼女の夫であるデニスと並んで埋葬された。

## 闘病と死去
2002年以来、サッチャーは数度にわたって軽い脳卒中に見舞われ、医師から公の場における講演をやめる事を勧告された。3月23日、彼女は予定されていた講演の中止と以降は講演依頼を受けない事を表明した。2004年6月、彼女は闘病中にもかかわらず、ロナルド・レーガンの葬儀に事前収録の形で弔辞を寄せ、2005年6月、650人の出席者を集めた80度目の誕生祝賀会に出席した。だが以後サッチャーの健康状態は悪化の一途をたどり、2008年には会食の途中で体調不良を訴えて入院、翌年には転倒による骨折で再び入院した。2009年6月、彼女の娘のキャロルは、サッチャーが認知症である事を明かした。

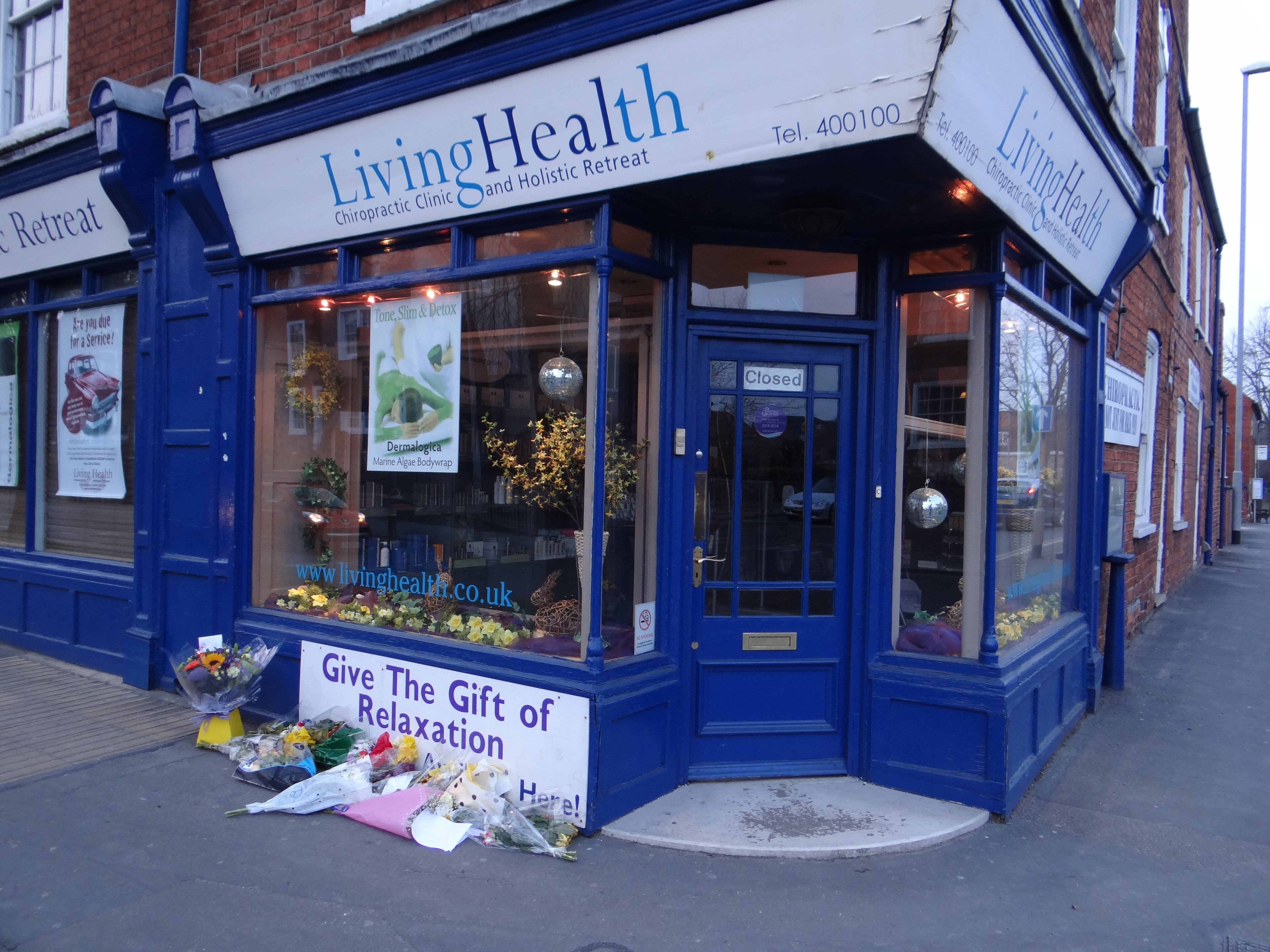
リンカーンシャーのグランサムにあるサッチャーの生家の前に捧げられた花束

2013年4月8日、英国夏時間午前11時28分（協定世界時午前10時28分）、サッチャーはピカデリーにあるリッツ・ロンドンで脳卒中によって死去した。彼女は、チェスター・スクエアにある自宅の階段を使う事が難しくなっていたため、2012年12月からホテルのスイートルームに滞在していた。彼女は、リッツの所有者で長年にわたる支援者だったデイヴィッドおよびフレデリック・バークレイ兄弟からリッツに滞在するよう招待を受けていた。サッチャーのスポークスパーソンであるベル男爵は、PAメディアに彼女の訃報を伝え、通信社は、英国夏時間12時47分、協定世界時11時47分に彼女の死を報じた。ダウニング街、バッキンガム宮殿、イギリスの議会、その他の宮殿では、ユニオン・フラッグが半旗で掲揚され、彼女の自宅の前で献花が行われた。

## 葬儀

### 計画
葬儀計画の立案検討は2009年から開始されていた。最初は、王室府支配人だったサー・マルコム・ロスが委員会の長の任にあたった。2010年イギリス総選挙の結果、連立政権が成立した後、内閣府担当大臣のフランシス・モードが新たな委員長に就任した。「より保守的な印象を与える目的」で、計画のコードネームが「アイロン・ブリッジ」から「トゥルー・ブルー」に変えられた。
サッチャーの葬儀の細目については、彼女の同意を受けていた。彼女が選定した讃美歌の中でも、チャールズ・ウェスレーの『神の愛、なべての卓越せる愛』は、彼女のメソジストとしての生い立ちを反映した物だった。また、彼女は現任の首相が聖書の読誦を行う事を定めた。
以前から、サッチャーは国葬で弔われる事を拒んでいた。理由としてあげたのは、予算面や議会での議決が必要な事に加え、それがウィンストン・チャーチルと同格の立場である事（そして彼女はこれに同意していなかった）の暗示を意味していたからである。その代わりとして、彼女が、軍隊葬の形式、栄誉礼、そして、ロンドンのセント・ポール大聖堂での追悼礼拝を含む儀礼葬の礼遇を受ける事に、彼女と彼女の遺族は同意した。この礼遇は、2002年のエリザベス王太后や1997年のダイアナ元王太子妃の葬儀と同格の物であったが、故人が政府首脳経験者であった事から軍隊葬の要素がより強調された。葬儀の後、サッチャーの遺体は故人の意思により火葬された。
サッチャーの支持者の一部には、彼女が完全な国葬の礼遇を受けられなかった事に失望の声を上げる者もいた。しかし、デイリー・テレグラフ紙のピーター・オーボーンは、葬儀の規模は、事実上の国葬級で儀礼葬は建前に過ぎないと述べた。オーボーンは、女王が労働党の首相経験者であるクレメント・アトリーの葬儀に参列しなかった事を引き合いに、今回女王が参列する事で「党派的」と見なされる可能性があると主張した。
葬儀前、葬儀規模や納税者の負担が過大に見積もられ、総額1,000万ポンドに達するとされた事で、グランサム主教のティム・エリス、プレスコット卿、ジョージ・ギャロウェイのような公人まで批判の列に加わった。サッチャーの遺族は葬儀費用の一部負担に同意し、残額は政府が公費を支出する形になった。葬儀が終わった後、ダウニング街10番地は、葬儀に関する実際の公費支出の総額が360万ポンドで、その内の86パーセントを占める310万ポンドが警察や警備費用に向けられたとする報告を出した。
警察は、葬送ルートの沿道における抗議活動やデモを予想して、2012年ロンドンオリンピック以降、最大規模の警備体制を敷いた。葬儀の2日前に起こったボストンマラソン爆弾テロ事件を背景として、4,000人を超える警官が動員される事が告知された。群衆は葬列に対しおおむね温和な反応で、抗議者の散発的な声のほとんどは、拍手と歓声で聞こえなかった。数百人の群衆は、ラドゲート・サーカスで抗議活動を行い、数人は叫び、数人は沿道に背を向け、その他の抗議者は、沿道でピケッティングを行った。

### 葬儀当日、その後
午前8時、ホワイトホール沿道に掲げられた旗が半旗になった。そして、ウェストミンスター宮殿の大時計のビッグ・ベンを含む鐘は、午前9時45分から葬儀の間、沈黙するという稀な弔意が示された。葬列の進行中、ロンドン塔では、105ミリ砲が60秒ごとに発射された:10.43 am。ウェストミンスター寺院の聖マーガレット教会とセント・ポール大聖堂では弱い鐘が鳴らされた:10.02 am。
葬儀前夜、サッチャーの棺は、ウェストミンスター宮殿のセントステファンズ・ホールの下に位置するセントメアリー・アンダークロフト礼拝堂に安置されており、葬列は国会議事堂から出発した。
サッチャーの棺を載せて、ウェストミンスター宮殿を出発した霊柩車は、ホワイトホール、トラファルガー広場、ストランド、オールドウィッチを通過した。ストランドの東の隅に位置するイギリス空軍の本教会であるセント・クレメント・デーンズにおいて、棺は、王立騎馬砲兵・国王中隊によって牽引される砲車に運ばれた。葬列は、フリート・ストリート、ラドゲート・ヒルを経由してセント・ポール大聖堂に到着した。セント・ポール大聖堂に到着した棺は、サッチャーの孫のマイケルとアマンダが、サッチャーのガーター勲章とメリット勲章の徽章を載せたクッションを捧持して先導する中、イギリス軍によって身廊に運ばれた。
セント・ポール大聖堂の首席司祭のデーヴィッド・アイソンによって招祷が行われ、最初にアマンダ・サッチャーが聖書の読誦を行ない、次にデーヴィッド・キャメロン首相が読誦を行った 。ロンドン主教のリチャード・シャルトルも説教を行った。
セント・ポール大聖堂の追悼礼拝の参列者は、およそ2,300人になると見積もられていた。参列者は、サッチャーの遺族および代理者、政府、保守党によって決められた。参列者の一覧を占めたのは、彼女の遺族と友人、イギリスの閣僚経験者を含むかつての同僚、サッチャーと緊密な関係にあった個人秘書たちであった。200か国の代表者、当時存命だった5人のアメリカ合衆国大統領経験者、4人のイギリス首相経験者が招待され、2名の現任の国家元首、現職の11名の首相、17名の外相が参列した。
参列者の筆頭を占めたのは、エリザベス2世女王だった。女王の在位中、彼女が彼女の首相の経験者の葬儀に参列したのは、わずか1度きりの事例であった1965年のチャーチルの国葬に続いて、2度目であった。彼女が葬儀に参列する事によって、一部から「（葬儀の）社会的地位を実質的な国葬に昇格させた」と解釈された。女王と彼女の夫であるエディンバラ公爵フィリップ王配は、弔剣を捧持したロンドン市長のロジャー・ギフォードの先導で、大聖堂に入退場した。この弔剣が最後に使われたのは、チャーチルの葬儀の時だった。
教会における追悼礼拝が終わると、棺はセント・ポール大聖堂から、10年前にデニス・サッチャーが火葬されたモートレイク火葬場まで、霊柩車によって運ばれた。火葬に立ち会ったのは、近親者のみであった。2013年9月28日、ロイヤル・ホスピタル・チェルシーのマーガレット・サッチャー医務室のオール・セインツ礼拝堂で、非公開で近親者のみが参列する、サッチャーの追悼礼拝が行われた。その後、サッチャーの遺灰は、ホスピタルの敷地内にある彼女の夫の墓の隣に葬られた。

## 反応

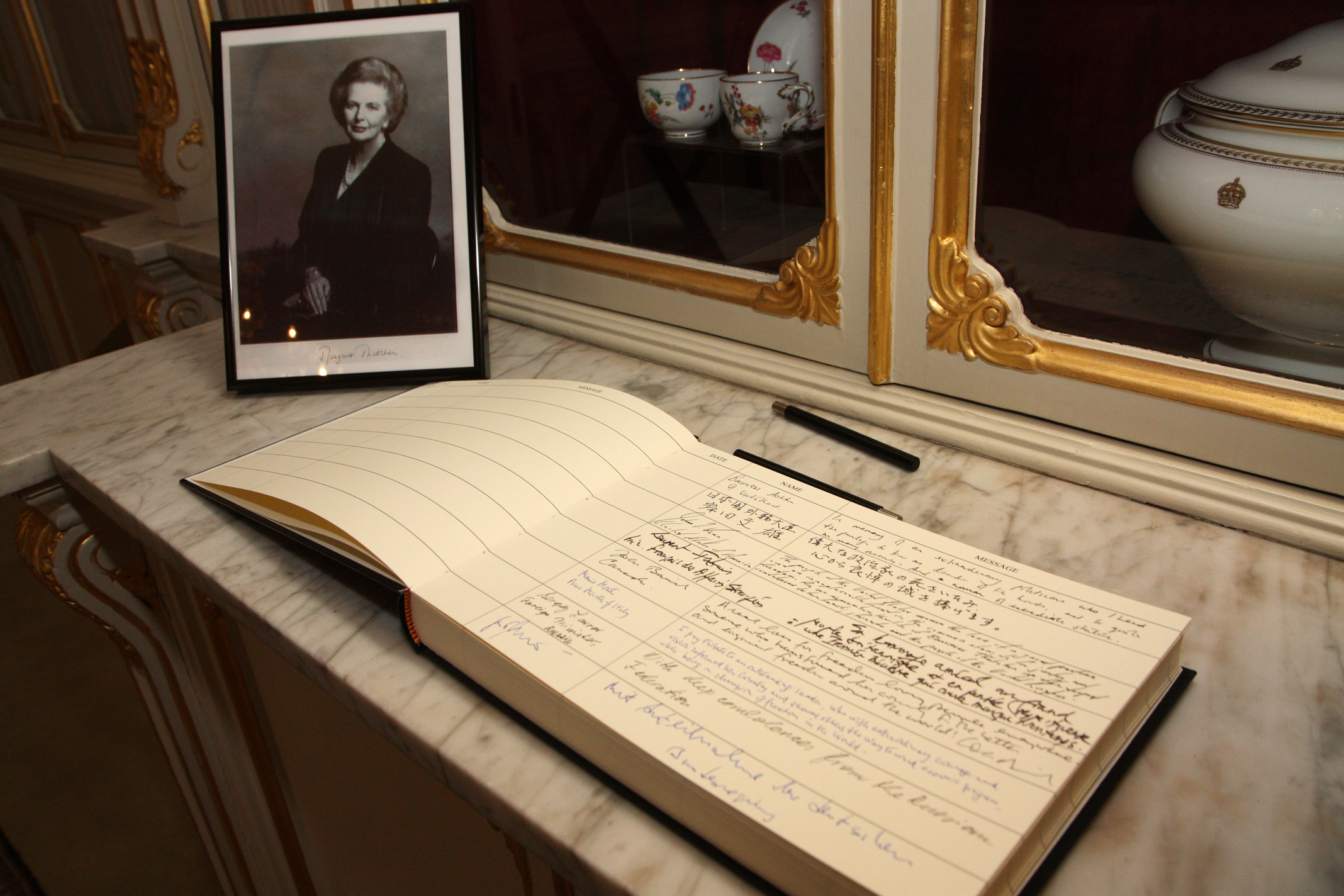
ロンドンの弔問者芳名録、2013年4月11日

### 遺族
死去2日後の4月10日、彼女の息子であるマークは、チェスター・スクエアの自宅前で取材に応じた。彼は記者団に対し、葬儀に女王が参列する事を「光栄であると同時に大変感謝」しているとした上で、遠方から幅広く寄せられた、すべての支援と追悼のメッセージに対して感謝の気持ちを述べた。さらに3日後の4月13日、彼女の娘であるキャロルは、讃辞および遺族への同情や支援のメッセージを寄せたすべての人々に感謝の意を伝えた。

### 国内

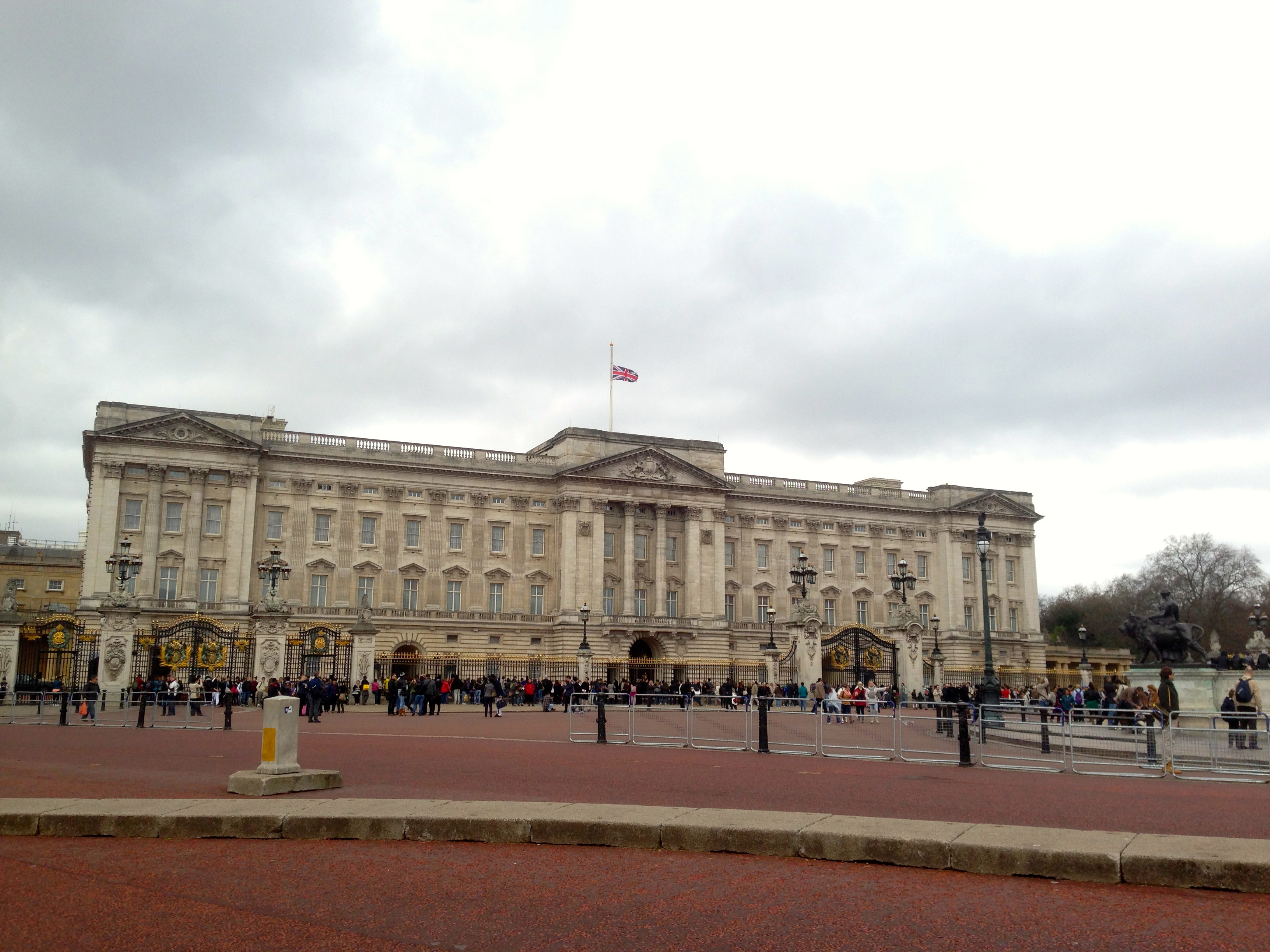
葬儀当日の2013年4月17日、半旗のユニオン・フラッグが掲げられたバッキンガム宮殿

#### 要人
バッキンガム宮殿のスポークスマンは、彼女の訃報を耳にした女王は悲嘆に暮れており、遺族に個人的なメッセージを送る事になるだろうと述べた。
首相で保守党党首のデーヴィッド・キャメロンは、予定されていたスペイン訪問を取り止め、半旗の掲揚を命じた。彼は、イギリスが「偉大な首相、偉大な指導者、偉大なイギリス人」を失った事を嘆く声明を発した。副首相で自由民主党党首のニック・クレッグは、現代イギリス政治がサッチャーによって定義された事を賞賛し、彼女の時代については「意見が分かれるかも知れない」が、「彼女の人格的美点や政治改革主義」に関しては、ほとんど意見の相違はないであろうと述べた。
女王陛下の野党、労働党党首のエド・ミリバンドは、彼女が「すべての世代にとっての政治を作り直し、イギリス政治の中心」を動かした事、世界における彼女の名声によって記憶される事になるだろうと述べた。また、労働党は彼女の政策の多くに反対してきたが、「私たちは反対する事が可能であり、彼女の政治的実績や人格的美点を大いに賞賛する事も可能なのです」と述べた。
彼女から首相の座を引き継いだサー・ジョン・メージャーは、「彼女による経済や労働組合法の改革、そしてフォークランド諸島の奪還によって、彼女は、通常の政治家とは異なる評価に昇格した」としてサッチャーの指導力により、イギリスが大きく上向いたと述べた。労働党の首相経験者であるトニー・ブレアとゴードン・ブラウンは、彼女と意見を異にする者であろうと、彼女の高潔な人格、彼女の信念、世界におけるイギリスの地位に関する展望、イギリス国民の生活における彼女の貢献を称える事になるだろうと述べた。
スコットランド首相でスコットランド国民党の党首であるアレックス・サモンドは、「マーガレット・サッチャーは実に恐るべき首相で、その政策によって政治の世代が定義された」事を認めた。プライド・カムリの党首であるリアーン・ウッドは、遺族に弔意を示す一方で、ウェールズに影響を及ぼした彼女の政策を批判した。
イングランド・ウェールズ緑の党の党首だったキャロライン・ルーカスは、サッチャーが初めて首相の座についた女性だったにもかかわらず「庶民院の中でも外でも、女性のために少しの貢献しかしなかった」事を残念に思うと述べた。イギリス独立党の党首であるナイジェル・ファラージは、Twitterで彼の弔意を表明し、「ひとりの偉大な愛国的女性」に敬意をささげた。

#### 要人以外の人々

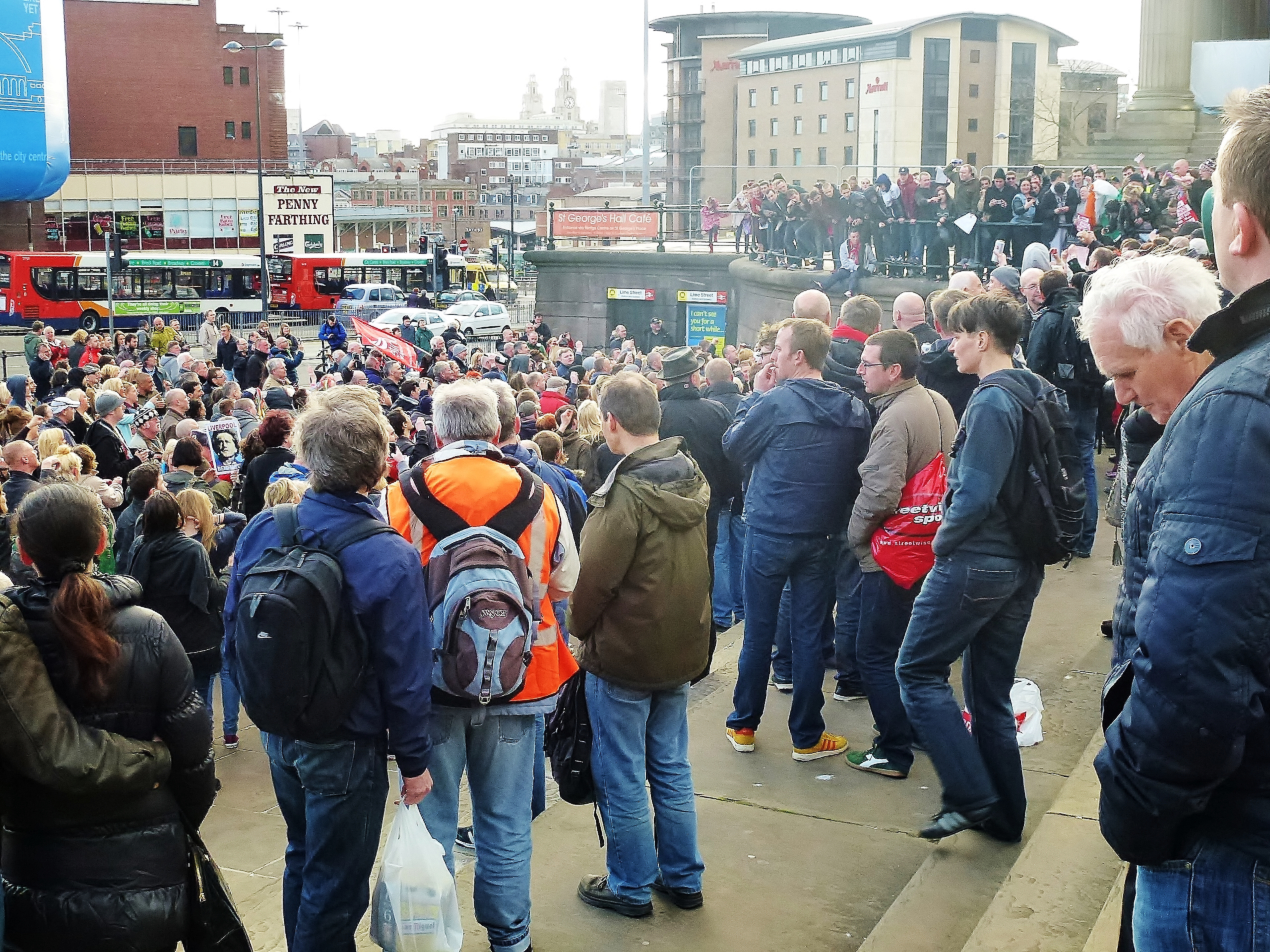
葬儀当日の2013年4月17日、リヴァプールで行われたデモ

庶民院は、サッチャーの業績について審議する臨時会議を目的に再招集された。現職閣僚や閣僚経験者が、中庸な演説をする一方で、労働党議員の一部には、サッチャーの業績を批判する者もいた。半分以上の労働党議員は、彼女への追悼決議を拒む道を選んだ。多くの議員は、彼らの選挙民がサッチャーの政策によって苦しみ続けている状況で、彼女の追悼決議に賛同する事は偽善であると述べた。庶民院議員だったトニー・ベン、ロンドン市長だったケン・リヴィングストン、そしてGMB労働組合書記長のポール・ケニーは、彼女の政治が矛盾をはらんでおり、「共同体の壊滅、社会より個人の欲望を優先する風潮、強者による弱者の搾取の正当化」が彼女の業績であると述べる一方で、ベンは、彼女の人格的美点を認めた。
彼女の死に対する冷淡な反応も少なからず存在し、とりわけ彼女の敵対者だった者たちからの物であった。1984年6月、オーグリーヴの戦いの名で知られる、ストライキを行っていた炭鉱労働者と警官隊の衝突が起こったサウス・ヨークシャーのオーグリーヴの住人は、彼らの村が「サッチャーによって滅ぼされた」と述べた。AP通信は、彼女の死に対し、簡潔に「清々した」と答える多くの炭鉱労働者の声を報じた。全国炭鉱労働組合の、クリス・キッチン書記長は、炭鉱労働者が「彼女に対し涙を流さない」と述べた。サウス・ヨークシャーのゴールドソープという炭鉱村で行われた葬儀を模した集会では、「scab（スト破り）」の花文字と共にサッチャーをかたどった人形が燃やされた。
イギリスの全土を横断して、1812年当時、首相の座にあったスペンサー・パーシヴァルが暗殺された時の興奮に比肩する、自発的なブロックパーティが開かれた。彼女の死を祝う集会が、グラスゴー、ブリクストン、リヴァプール、ブリストル、リーズ、ベルファストやその他の地でも開かれた。グラスゴー市議会は、安全上の理由から市民に対し、無許可で組織された集会には近寄らないよう呼びかけた。4月13日、ロンドンのトラファルガー広場に3,000人の抗議者が集まって、大規模なデモが行われた。彼女に「地獄で腐れ」と呼びかける落書きが見つかった。左派の映画監督ケン・ローチは、彼女の葬儀を民営化し、最低額で入札した業者に委ねる事を提案した。デイリー・テレグラフのウェブサイトは、荒らしによるスパム行為のため、彼女の死に関係する記事のコメント欄を閉鎖した。
彼女の葬儀の際、国旗を半旗とするか否かは、彼女に対する反感を抱いている複数の地方議会で大きな議題となった。政府が定めた掲揚手順によれば、首相経験者の葬儀の際はユニオン・フラッグを半旗で掲揚する事になっていた。しかし、多くのスコットランドの地方議会は、葬儀の際、半旗にしなかった。イングランドで、半旗を掲げる事を拒んだ地方議会は、シェフィールド近郊のバーンズリー、ウェスト・ヨークシャーのウェイクフィールド、ウェスト・ミッドランズのコヴェントリーの議会が含まれていた。
アラン・シュガー、リチャード・ブランソン、アーチー・ノーマン、そしてイギリス産業連盟（CBI）の長であるジョン・クリッドランドらの財界人は、彼女がイギリスのビジネス環境を好転させて浮揚を図り、「経済的停滞から脱却させた」と評した。プレミアリーグとイングリッシュ・フットボールリーグは、国内のサッカー場における試合前に1分間の黙祷を行う事を拒んだ。フットボール・サポーターズ連盟とヒルズボロ・ファミリー・サポーターズ・グループは、この決定を支持し、後者は、彼女が、ヒルズボロの悲劇の際の、警察の過失の究明に無関心だったとして反発していた。しかし、プレミアシップ・ラグビーのサラセンズとエクセター・チーフスは、試合前、彼女に対し1分間の黙祷を行った。

### 国際政治

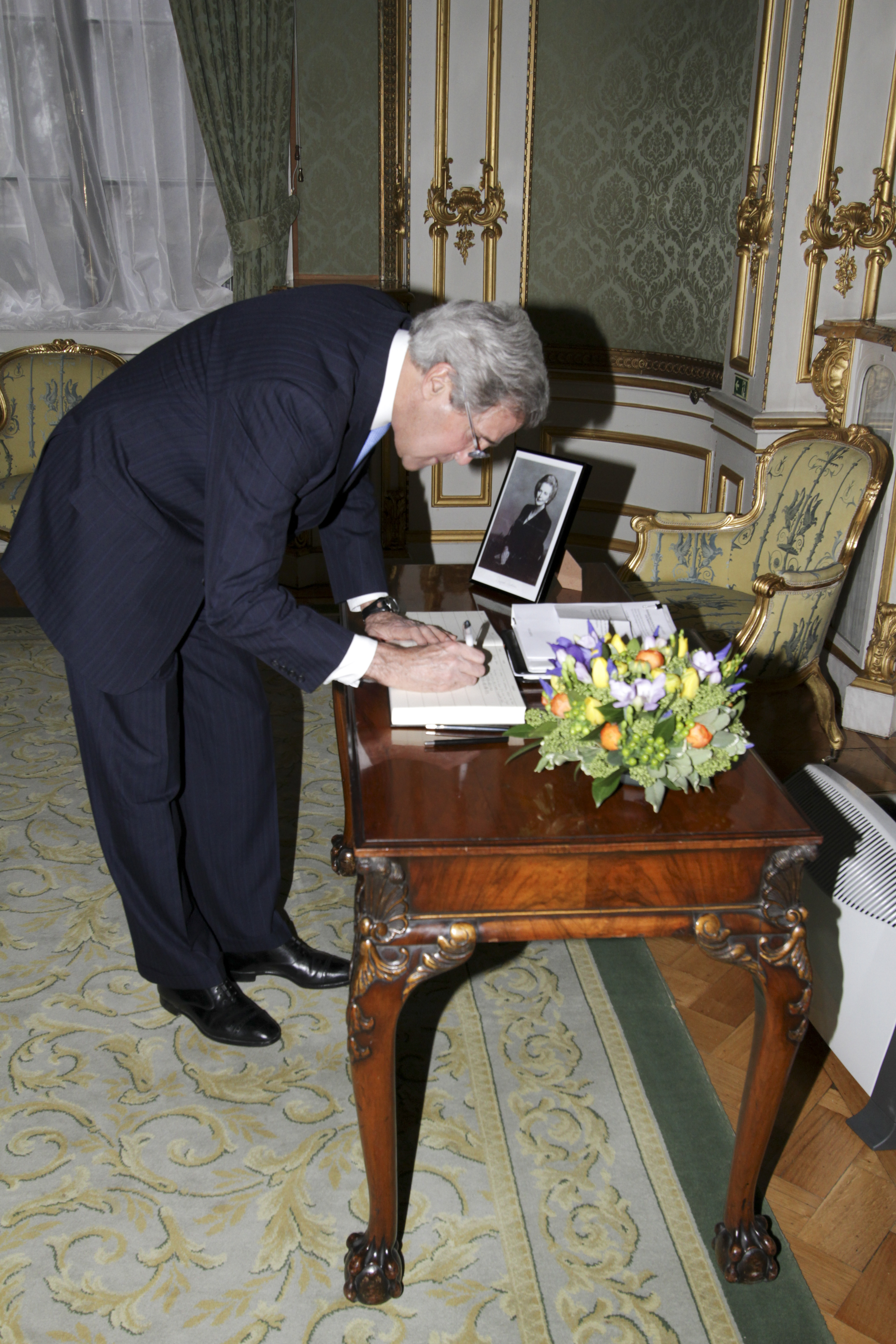
ロンドンで弔問者芳名録に記帳するジョン・ケリー米国務長官。彼は声明の中で彼女を「世界政治におけるガラスの天井を打ち破った改革の旗頭」であると称えた。

弔意や哀悼の意を示す国がある一方で、アルゼンチンは、フォークランド紛争において彼女が指導的な役割を果たした事から、冷淡な反応を示した。また、南アフリカでも、彼女がアパルトヘイト時代に建設的関与政策を支持していた事から、冷淡な反応が見られた。
国際連合事務総長の潘基文は、サッチャーを「イギリスではじめての首相を務めた女性として、指導力を発揮するのみにとどまらず、議会における男女平等を通じて、多くの女性に希望をもたらした偉大なモデル」と評した。ローマ教皇フランシスコは、「彼女の公務への献身や、キリスト教的価値観によって諸国民の自由が押し進められた事に対し、感謝と共に心にとどめます」とのメッセージを発した。
アイルランド大統領のマイケル・D・ヒギンズは、「彼女は最も強固な信念を抱いていたイギリス首相のひとりとして評価されるでしょう。アングロ・アイリッシュ協定の締結における彼女の重要な貢献は、平和と政治的安定の模索に対する、最初期の重要な功績として記憶される事でしょう」と述べて、弔意を表した。ティーショク（アイルランドの首相）のエンダ・ケニーは、サッチャーの訃報を耳にして「悲しく思います」と述べた。シン・フェイン党の党首であるジェリー・アダムズは、「彼女のイギリス首相在任中に、アイルランドとイギリスの人々が受けた大きな痛み」について批判した上で、「ここアイルランドでは、彼女が採用した時代錯誤の強権的軍国主義政策が、戦争を長期化させ、大きな苦難をもたらした」と付け加えた。
フランス大統領のフランソワ・オランドとドイツ首相のアンゲラ・メルケルは、サッチャーが「彼女の国の歴史に深い足跡を残した」と述べた。さらにメルケルは、サッチャーの自由に対する個人的信念こそが、「ヨーロッパの分断の克服と冷戦の終焉」に貢献したと称えた。
スウェーデン首相のフレドリック・ラインフェルトは、彼女を「プラグマティストたちのイデオローグ」だったと評した。
スペイン首相のマリアーノ・ラホイは、彼女を20世紀における重要な政治家であると称えた上で、ヨーロッパにとって悲しみの日であると述べた。
ルーマニア大統領のトラヤン・バセスクとブルガリア暫定首相・外相のマリン・ライコフは、彼らがサッチャーから受けた影響を示した上で弔意を表した。彼らは、サッチャーがヨーロッパ近代史上の中心人物であるとした上で、彼女が掲げた法の下の支配と自由経済の原則が、東側諸国における共産主義政権の崩壊に結びついたと述べた。ポーランド外相のラドスワフ・シコルスキは、彼女を「自由の勇敢な戦士」であると評した。
カナダ首相のスティーヴン・ハーパーは、サッチャーが「彼女の時代にとどまらず、現代の保守主義そのものを定義した」と評した。
アメリカ大統領のバラク・オバマは、「真の友」を失った事を嘆き、彼の声明の中で、「大西洋をはさむ我々の同盟の無条件の支持者である彼女は、強さと決意をもってすれば、我々が冷戦に勝利し、自由を広められる事がわかっていた」と彼女を称えた。
オーストラリア首相のジュリア・ギラードは、サッチャーの女性としての功績を賞賛した。
ニュージーランド首相のジョン・キーは、彼女の決意を称えた上で、「彼女の遺族とイギリスに対し」彼の哀悼の意を表明した。
イスラエル首相のベンヤミン・ネタニヤフは、「ユダヤの人々とイスラエルの真の友人」を失ったと嘆いた。
日本国首相の安倍晋三は、彼女を偉大な政治家と評した。
フィリピン大統領のベニグノ・アキノ3世は、声明の中で、彼女を「稀代の世界的指導者」と評した。
アルゼンチン大統領のクリスティーナ・フェルナンデス・デ・キルチネルの葬儀への招待は、サッチャーの遺族の意向によって見送られた。アルゼンチン外相のエクトル・ティメルマンは、どのような招待であろうが、「ただの新たな挑発」になるだろうと述べた。外交儀礼にもとづき、駐英アルゼンチン大使のアリシア・カストロが招待されたが、参列しなかった。
インド首相のマンモハン・シン、パキスタン大統領のアースィフ・アリー・ザルダーリー、そして南アフリカ大統領のジェイコブ・ズマが哀悼の意を表した。ロシア大統領のウラジーミル・プーチンは、サッチャーを「プラグマティックで頑強な一貫性のある人物」だったと評した。ソビエト連邦の指導者だったミハイル・ゴルバチョフは、「言葉に重みがある」「偉大」な政治家を失ったとして哀悼の意を表した。

### ソーシャルメディア
彼女の死に対する反応において、ソーシャルメディアが大きな役割を果たした。著名人たちはTwitterでサッチャーに関する極端な見解を発信し、運動やデモンストレーションを後押しした。サッチャーに反対する側の陣営は、ソーシャルメディアを通じて、映画『オズの魔法使』の挿入歌『鐘を鳴らせ! 悪い魔女は死んだ』を全英シングルチャートにランク入りさせる運動を展開した。これを受けてサッチャー支持者は、Notsensiblesのリード歌手がはじめた、同バンドの1979年の皮肉交じりのパンク曲、『I'm in Love with Margaret Thatcher』のチャート入りをめざす対抗キャンペーンを張った。2013年4月12日、『鐘を鳴らせ!』は、全英チャート2位（スコットランドでは1位）、『I'm in Love with Margaret Thatcher』は35位にランクインした。BBCラジオ1の責任者であるベン・クーパーは、同局のランク番組において、2位の曲は放送しないが、ニュースの中では取り上げられると述べた。クーパーは、それが言論の自由と遺族への配慮を両立させるための微妙な妥協点であると説明した。